# Philadelphia 76ers 1965-1966
La stagione 1965-66 dei Philadelphia 76ers fu la 17ª nella NBA per la franchigia.
I Philadelphia 76ers vinsero la Eastern Division con un record di 55-25. Nei play-off persero la finale di division con i Boston Celtics (4-1).

## Roster
| N°    | Naz.                   | Ruolo | Sportivo         | Anno | Alt. | Peso |
| ----- | ---------------------- | ----- | ---------------- | ---- | ---- | ---- |
| 12    | Stati Uniti (bandiera) | G     | Gerry Ward       | 1941 | 193  | 88   |
| 13    | Stati Uniti (bandiera) | C     | Wilt Chamberlain | 1936 | 216  | 125  |
| 14    | Stati Uniti (bandiera) | GA    | Ben Warley       | 1940 | 196  | 91   |
| 15    | Stati Uniti (bandiera) | GA    | Hal Greer        | 1936 | 188  | 79   |
| 20-30 | Stati Uniti (bandiera) | A     | Dave Gambee      | 1937 | 198  | 98   |
| 22    | Stati Uniti (bandiera) | A     | Jesse Branson    | 1942 | 201  | 88   |
| 23    | Stati Uniti (bandiera) | G     | Wali Jones       | 1942 | 188  | 82   |
| 24    | Stati Uniti (bandiera) | G     | Al Bianchi       | 1932 | 191  | 84   |
| 25    | Stati Uniti (bandiera) | GA    | Chet Walker      | 1940 | 198  | 96   |
| 32    | Stati Uniti (bandiera) | AC    | Billy Cunningham | 1943 | 198  | 95   |
| 35    | Stati Uniti (bandiera) | GA    | Art Heyman       | 1941 | 196  | 93   |
| 35    | Stati Uniti (bandiera) | G     | Bob Weiss        | 1942 | 188  | 82   |
| 54    | Stati Uniti (bandiera) | AC    | Lucious Jackson  | 1941 | 206  | 109  |

## Staff tecnico
- Allenatore: Dolph Schayes
- Preparatore atletico: Al Domenico